# Recilia coronifera
Recilia coronifera là loài bọ thuộc họ Cicadellidae tìm thấy ở Áo, Bỉ, Bulgaria, Cộng hòa Séc, Pháp, Đức, Hy Lạp, Hungary, Ý, Ba Lan, România, Slovenia, Tây Ban Nha, Thụy Sĩ, Hà Lan, và Nam Tư.